# Bernd Jakubowski
Bernd Jakubowski, född 10 december 1952 i Rostock, Tyskland, död 25 juli 2007 i Dresden, var en östtysk fotbollsspelare som tog OS-silver i fotbollsturneringen vid de olympiska sommarspelen 1980 i Moskva.

### Fotnoter
1. ↑  ”Arkiverade kopian”. Arkiverad från originalet den 6 oktober 2014. https://web.archive.org/web/20141006131506/http://www.sports-reference.com/olympics/summer/1980/FTB/mens-football.html. Läst 24 april 2016. Herrarnas fotbollsturnering vid sommar-OS 1980 på Sports-reference.com